# فرودگاه بین‌المللی نیکوزیا
 فرودگاه بین‌المللی نیکوزیا (به انگلیسی: Nicosia International Airport) (به زبان بومی: Διεθνές Αεροδρόμιο Λευκωσίας) یک فرودگاه نظامی با کد یاتا NIC است که یک باند فرود آسفالت (تعطیل) دارد و طول باند آن ۲۷۰۷ متر است. این فرودگاه در شهر نیکوزیا کشور قبرس قرار دارد .